# 历史法学派
历史法学派（Die historische Rechtsschule，或die geschichtliche Schule der Rechtswissenschaft）是十九世纪初兴起于德意志地区的一个法学流派。其产生背景是古典主义思潮对近代自然法和理性法思潮的反动，强调法本身所具有的历史规定性。
这一学派由萨维尼创立。萨维尼主张，法的发展只能追溯到民族精神（Volksgeist）那里。民族精神概念来自于黑格尔对其世界历史的观点的阐述。历史法学派的基本主张是：法（Recht）并非由立法者随意创制，而是作为民族意识中鲜活的信念——如同民族的语言、道德、风俗——被把握的。诚然，这种法信念也为立法者所颁布出来，但其发展和变化却深深植根于历史，是随着时代的变幻而有机发展的。因此，民族在实践中对法的不断变化的需求就成为了这种法信念的承担者。在这种发展不息的法体系中，法学家阶层被赋予了出任民族法意识之代表的任务，他们负责对现行法进行学术加工，将之呈现出来，并对之加以适用。

## 罗马派和日耳曼派
在历史法学派中存在着罗马派和日耳曼派的对立。罗马派主张，已继受的罗马法与民族精神相一致。而日耳曼派雅各布·格林认为，早在继受罗马法之前，中世纪的德意志法便已经与德意志的民族精神相符合了。
历史法学派对于19世纪的德意志法学有着根本性的影响。在萨维尼的追随者中，普赫塔和温特沙伊德沿着罗马派的道路将潘德克顿法学或“概念法学”演绎至登峰造极，成为1896年德国民法典的精神基础。而耶林则逐渐放弃了概念法学的路径，开始关注法与社会现实的关系。而关于民族精神应以何种方式呈现并发展的争论在法典化结束之后仍然继续，甚至到了1910年代还在法学家之间存在重大的分歧。
凯尔森在其一般国家学理论中将法归于实证国家的纯粹法理论，从而拒斥历史法学派的主张。

## 批评
马克思说古斯塔夫·胡果是历史法学派的“祖师爷（Altvater）”，然后批评胡果歪曲了康德理性批判的含义，不该用非理性的东西（即历史）来为实证的东西（即现实）作辩解。

## 文献
- Paul Koschaker: Europa und das römische Recht. 4. Auflage, München 1966. S.254-290.
- Franz Wieacker: Privatrechtsgeschichte der Neuzeit unter besonderer Berücksichtigung der deutschen Entwicklung. 2. Auflage. Göttingen 1967. S.348-430.
- Hans Schlosser: Grundzüge der Neueren Privatrechtsgeschichte. Rechtsentwicklungen im europäischen Kontext. 10. Auflage. Heidelberg 2005. S. 143-169.
- Gunter Wesener: Zu den Anfängen der Historischen Rechtsschule romanistischer Richtung in Österreich, vornehmlich zu Ludwig Arndts von Arnesberg (1803-1878), in: Grundlagen der österreichischen Rechtskultur. Festschrift für Werner Ogris zum 75. Geburtstag (Wien-Köln-Weimar 2010) S. 577-599.